# Hầu Dật Phàm
Hầu Dật Phàm (tiếng Trung: 侯逸凡; bính âm: Hóu Yìfán phát âmⓘ) (sinh ngày 27 tháng 2 năm 1994, tại Hưng Hóa, Thái Châu, Giang Tô) là một Đại kiện tướng cờ vua của Trung Quốc. Hầu là vô địch nữ thế giới thứ 13. Cô là kỳ thủ nữ trẻ nhất từng đạt được danh hiệu này và cũng là kỳ thủ nữ đạt chuẩn Đại kiện tướng trẻ nhất trong lịch sử cờ vua thế giới, khi mới 14 tuổi.
Năm 12 tuổi, Hầu trở thành vận động viên trẻ nhất trong lịch sử từng tham gia một Giải vô địch cờ vua nữ thế giới của FIDE tổ chức tại Yekaterinburg, Liên bang Nga và Olympiad Cờ vua tổ chức tại Torino, Ý. Tháng 6 năm 2007, Hầu Dật Phàm trở thành nhà vô địch Giải cờ vua Trung Quốc ít tuổi nhất trong lịch sử. Hầu Dật Phàm đạt chuẩn Kiện tướng nữ FIDE tháng 1 năm 2004, Đại kiện tướng nữ tháng 1 năm 2007 và Kiện tướng quốc tế tháng 9 năm 2008 sau khi lọt vào trận chung kết Giải vô địch cờ vua thế giới năm 2008. Năm 2010, Hầu Dật Phàm trở thành nhà vô địch thế giới trẻ nhất trong lịch sử cờ vua thế giới (cả nam và nữ) sau khi đánh bại người đồng hương Nguyễn Lộ Phỉ trong trận chung kết Giải vô địch cờ vua nữ thế giới tổ chức tại Hatay, Thổ Nhĩ Kỳ, khi đó Hầu mới 16 tuổi.
Trong Giải vô địch thế giới 2012 cô đã bị loại sớm, nhưng cô lấy lại được danh hiệu trong năm 2013 nhờ đánh bại Anna Ushenina. Sau đó, cô bị mất danh hiệu vô địch thế giới vì không chơi ở giải vô địch năm 2015 vì lý do lịch thi đấu. Năm 2016, cô lấy lại danh hiệu vô địch thế giới sau khi đánh bại Mariya Muzychuk.
Hầu Dật Phàm vượt được Judit Polgár, chiếm vị trí số 1 nữ trong bảng xếp hạng FIDE lần đầu tiên vào tháng 3 năm 2015 và từ đó đến nay chỉ mất vị trí này một lần duy nhất khi Polgár lấy lại vị trí số 1 ở bảng xếp hạng cuối cùng một năm sau khi chị giải nghệ vào tháng 8 năm 2015. Hầu là kỳ thủ nữ thứ 3 (sau Judit Polgár và Humpy Koneru) từng có Hệ số Elo vượt quá 2600 điểm.
Tháng 1 năm 2011, Hầu Dật Phàm được tôn vinh là Vận động viên của năm tại Trung Quốc cho các môn thể thao nằm ngoài chương trình Thế vận hội.

## Tiểu sử

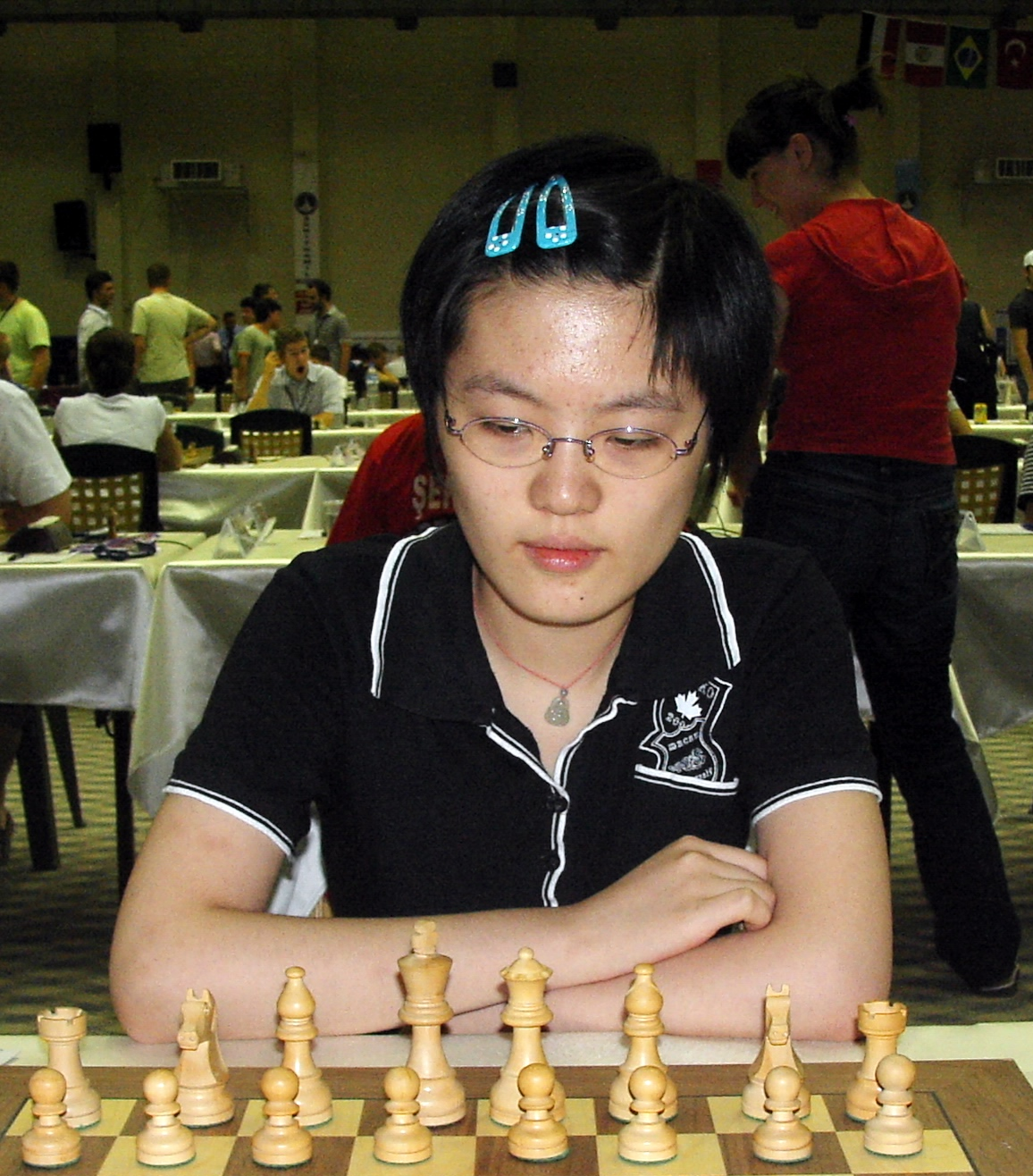
Hầu Dật Phàm tại Giải vô địch cờ vua thanh niên thế giới, 2008

Hầu bắt đầu chơi cờ vua thường xuyên từ năm lên 6, nhưng cô bé đã bắt đầu làm quen và yêu thích môn này từ năm lên 3. Chỉ sau khi tập chơi vài tuần, Hầu đã có thể đánh bại cả bố và bà nội, vì vậy khi cô bé lên 5, bố cô đã mời một giảng viên cờ vốn là Kiện tướng quốc tế là Đồng Uyên Minh để giúp cô bé được học hành bài bản. Sau này Đồng kể lại rằng Hầu Dật Phàm có một tài năng khác thường, cô bé rất tự tin, có trí nhớ thiên bẩm, khả năng tính toán và phản xạ nhanh. Tài năng của Hầu đã gây ấn tượng cho nhiều người.
Năm 2003, Hầu được thi đấu với huấn luyện viên trưởng đội tuyển cờ vua Trung Quốc là Hiệp Giang Xuyên. Ông Hiệp đã rất ngạc nhiên khi nhận thấy rằng cô bé 9 tuổi đã phát hiện được hầu hết các nước đi yếu của ông. Trong năm này Hầu trở thành thành viên trẻ nhất của đội tuyển quốc gia và đã ngay lập tức giành vị trí quán quân trong Giải vô địch cờ vua trẻ thế giới cho nữ hạng tuổi dưới 10. Tháng 6 năm 2007 ở tuổi 13, Hầu Dật Phàm trở thành nhà vô địch quốc gia trẻ nhất trong lịch sử cờ vua Trung Quốc.